# 김범석 (공무원)
김범석(金範錫 , 1970년 ~ )은 대한민국의 제15대 기획재정부 제1차관인 공무원이었다.

## 학력
- 광성고등학교
- 서울대학교 경영학 학사
- 뉴욕 대학교 대학원 행정학 MA

## 경력
- 1993.12 제37회 행정고등고시 합격
- 1994 재무부 금융국 사무관
- 2003.05 미국 뉴욕 주립대학교 대학원 졸업, 행정학 MA
- 2004.08 기획예산처 산업정보예산과 서기관
- 2006.06 대통령 직속 국민경제자문회의 사무국 서기관
- 2007.03 대통령비서실 정책조정비서관실 행정관
- 2008.03 기획재정부 경제정책국 물가정책과장
- 2008.08 주미국 대한민국 대사관 재경관보
- 2011.08 기획재정부 세제실 관세정책관 양자관세협력과장
- 2012.01 기획재정부 경제정책국 인력정책과장
- 2013.05 기획재정부 경제정책국 재정기획과장, 부이사관
- 2014.03 기획재정부 국제금융정책국 지역금융과장
- 2014.12 대통령비서실 경제금융비서관실 행정관
- 2017.03 아시아개발은행(ADB) 선임 전문가(고용휴직)
- 2020.03 북방경제협력위원회지원단 부단장
- 2021.02 기획재정부 혁신성장추진기획단장, 이사관
- 2022.07 기획재정부 정책조정국장
- 2023.07~2023.08 제11대 기획재정부 차관보
- 2023.08~2024.07 제2대 대통령비서실 경제금융비서관
- 2024.07~2025.06 제15대 기획재정부 제1차관
- 2025.02~2025.03 대통령 권한대행 업무지원단장
- 2025.05~2025.06 경제부총리 겸 기획재정부 장관 직무대행